# Antonio San José
Antonio San José Pérez (Valladolid, 1956) es un periodista español.

## Biografía
Licenciado en Ciencias de la Información por la Universidad Complutense de Madrid, se inició en el mundo del Periodismo en el Diario El Norte de Castilla. Más tarde pasaría al mundo de la radio, primero en Radio Juventud y posteriormente el la Cadena COPE, donde permanece un año.
Su primera experiencia en la pequeña pantalla fue como jefe de información nacional (1986-1987) y jefe de redacción (1987-1988) de Telediario; posteriormente, entre 1988 y 1989 colaboró en el informativo 48 Horas.
En Radio Nacional de España fue nombrado en 1989 Director de informativos y presentó Edición de tarde, además de colaborar con Julio César Iglesias en el espacio Los desayunos de Radio 1, que también se transmitieron por TVE desde 1994 y se convirtieron en Los Desayunos de TVE. 
En 1996 abandona TVE y RNE para presentar en Antena 3 el programa El primer café, hasta 1998. Su siguiente escala profesional fue la cadena informativa CNN+, en la que se hace cargo de la dirección de informativos.
Entre 2001 y 2010 presenta en ese canal el programa de entrevistas Cara a Cara; además colabora con la revista Interviú y el periódico digital www.elplural.com, de Enric Sopena. En diciembre de 2010, tras el cierre de CNN+, es contratado como director de comunicación del Organismo Loterías y Apuestas del Estado.
En 2012, cambia de organismo público, al ser designado director de comunicación de AENA. Tres años más tarde, en marzo de 2015, abandona ese cargo para incorporarse a la dirección del Canal de televisión Non Stop People, de la Plataforma de Movistar TV, hasta su cierre en 2018.
Ha sido, además, contertulio en el canal de televisión TRECE, y ha colaborado desde 2015 como analista en el programa de Herrera en COPE. En mayo de 2017 se hacía público su fichaje como director de comunicación del Banco Popular, donde figuró apenas un mes debido a la absorción de la entidad por el Banco Santander. En 2017 se incorporó asimismo como director de comunicación de la gestora española de fondos de inversión AzValor, cargo que desempeñó hasta 2020 para recalar ese mismo año en la consultora de comunicación sueca Kreab.
En 2010 fue galardonado con el premio Salvador de Madariaga que concede la Asociación de Periodistas Europeos.